# Teryn Ashley
Teryn Ashley (* 12. Dezember 1978 in Boston, Massachusetts) ist eine ehemalige US-amerikanische Tennisspielerin.

## Karriere
In ihrer Profilaufbahn gewann Teryn Ashley einen WTA-Titel im Doppel sowie vier Einzel- und zwölf Doppelturniere auf dem ITF Women’s Circuit.

## Turniersiege

### Doppel
| Nr. | Datum          | Turnier  | Kategorie   | Belag     | Partnerin      | Finalgegnerinnen             | Ergebnis      |
| --- | -------------- | -------- | ----------- | --------- | -------------- | ---------------------------- | ------------- |
| 1.  | 4. Januar 2003 | Auckland | WTA Tier IV | Hartplatz | Abigail Spears | Cara Black Jelena Lichowzewa | 6:2, 2:6, 6:0 |